# 柳川市コミュニティバス

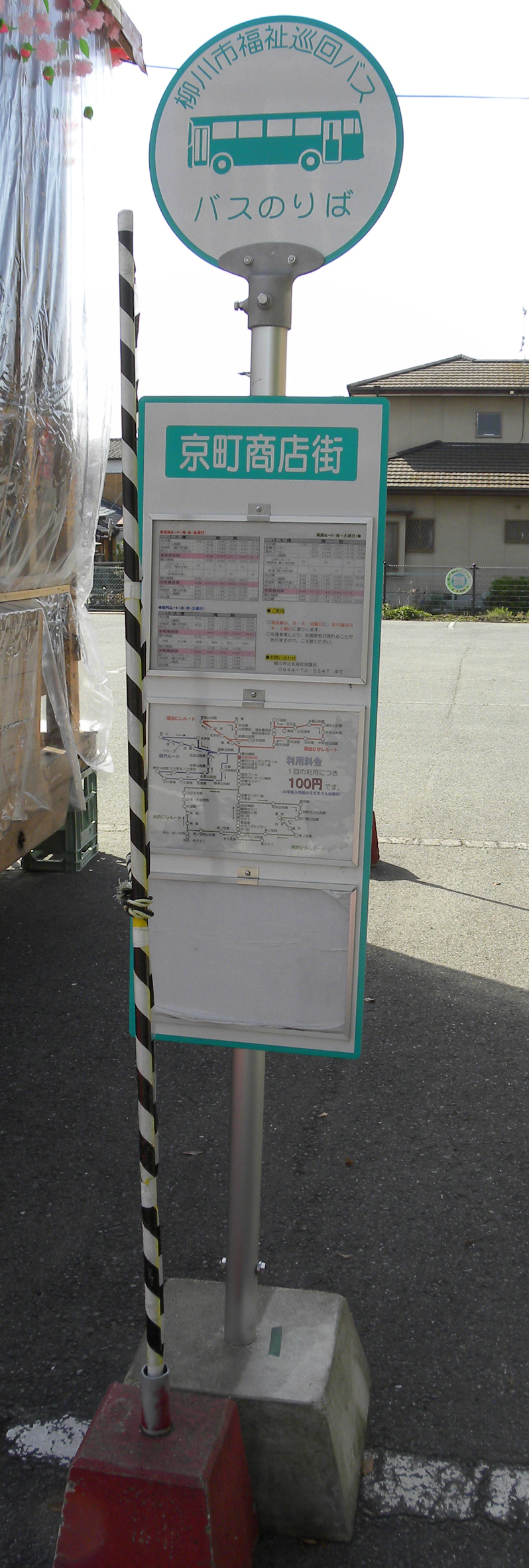
バス停

柳川市コミュニティバス（やながわしコミュニティバス）は、福岡県柳川市にて運行しているコミュニティバスである。「べにばな号」の愛称が付けられている。
2004年4月から柳川市内の西鉄天神大牟田線・西鉄バス・堀川バス沿線外の公共交通空白地域の解消を目的として運行されている。使用料（運賃）は小学生以上が1回利用につき100円、未就学児は無料。回数券（11枚綴りで10回分）がある。道路運送法第79条の規定に基づく自家用自動車（白ナンバー車）による有償運送であるが、運行業務はバス会社に、車両の管理業務は柳川市社会福祉協議会に委託されている。路線ごとに曜日を限定して運行し、日曜日・年末年始（12月29日から1月3日まで）は全路線とも運休する。

## 沿革
2004年4月に（旧）柳川市が利用対象を高齢者（当初は65歳以上、のちに60歳以上に引き下げ）および身体障がい者に限定して運行開始した「柳川市福祉巡回バス」が前身で、2005年に（旧）柳川市が三橋町・大和町と合併して（新）柳川市となった際に継承された。2006年10月1日に堀川バスが柳川市内の路線の大半を廃止した際に代替交通とするためダイヤ改正・路線再編が行われ、同時に「福祉巡回バス」の名称を継続しながら利用制限が撤廃され、誰でも乗車可能となった。
（旧）柳川市から継承したため旧三橋町・旧大和町域では運行されていなかったことでの地域格差を解消することを目的に、2011年からは旧三橋町域および旧大和町域でも試験的に運行を開始した。
旧三橋町域・旧大和町域の路線は運行開始当初より「コミュニティバス」と称したが、2012年度から旧柳川市域の路線も「福祉巡回バス」から「コミュニティバス」に名称変更している。

### 年表
- 2004年4月1日 - 福祉巡回バス「べにばな号」試験運行開始。蒲池（東・西）、昭代（北・南）、両開（北・南）の3路線6ルート。利用対象は高齢者（65歳以上、のちに60歳以上に引き下げ）・障害者等に限定。[2]
- 2006年10月1日 - 堀川バスの市内路線廃止に伴いダイヤ改正[3][4]。
  - 両開線は路線を北・南ルートから堀川バスの廃止区間（改善センター前 - 中六十丁公民館）を取り込み[5]東・西ルートに、運行曜日を月曜から土曜に変更。
  - 蒲池線、昭代線は運行曜日を週2日 → 週3日に増加、運行日の運行本数は4本 → 3本に減便。
  - 全路線で利用制限を撤廃。
- 2007年4月2日 - ダイヤ改正。
  - 保養センター（蒲池線・昭代線のみ）、市民温水プール、柳川リハビリテーション病院に停車[6]。
  - 昭代線を1ルートに統合[5]。
- 2010年4月 - 運行業務委託先を昭和タクシーから柳城観光に変更。
- 2011年11月1日 - ダイヤ改正[7]。
  - 大和・三橋ルート運行開始。
  - 蒲池線・昭代線に停留所を増設（これまで通過していた旧三橋町域など）。
- 2013年4月 - 運行業務委託先を柳川観光バスに変更。
- 2021年10月1日 - 市街循環線の運行開始。

## 路線

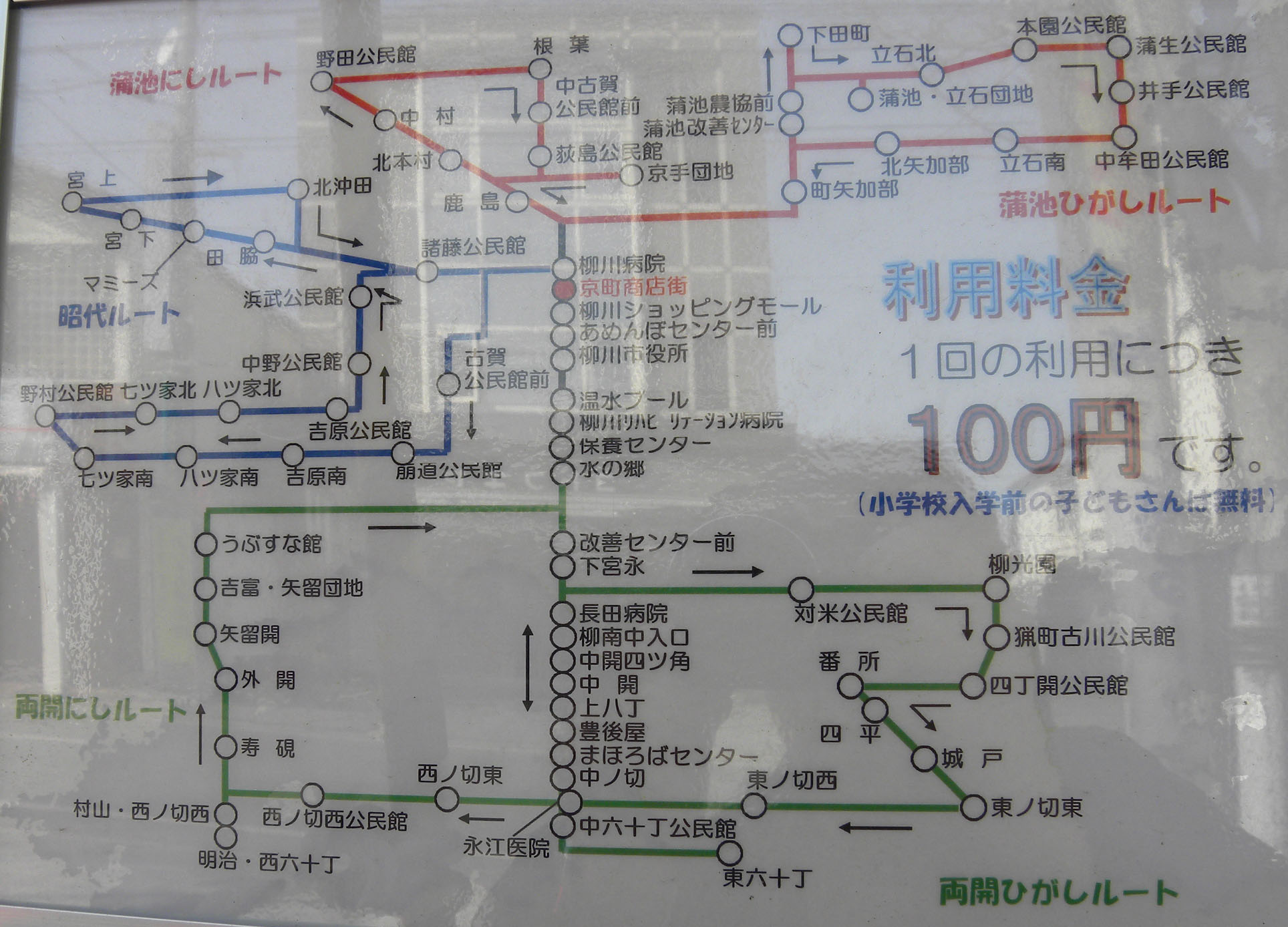
福祉巡回バスの路線図（2009年3月時点）

以下の路線がある。いずれも矢印方向のみの循環路線で、中心市街地にある市役所柳川庁舎、柳川病院、柳川ショッピングモールなどと各地区を結ぶ。日曜日・年末年始は運休するが、日曜日・年末年始以外の祝日は通常通り運行する。
なお、市街循環線は西鉄柳川駅東口に停車するが、それ以外の路線は西鉄柳川駅は経由しないので、駅西側の国道208号沿いにある柳川ショッピングモール内に設置された停留所が同駅最寄り停留所となる。
※◆印は始発便の始発地、★印は最終便の終着地

### 蒲池線
蒲池東部（ひがしルート）
水の郷 → かんぽの宿 → 柳川リハビリテーション病院 → 柳川市民文化会館西口 → 柳川市役所（柳川庁舎） → あめんぼセンター前 → 柳川ショッピングモール → 京町商店街 → 柳川病院 → 橋本公民館前 → 町矢加部 → ◆蒲池農村環境改善センター → 蒲池農協前 → 蒲池・立石団地 → 立石北 → 本園公民館 → 蒲生公民館 → 井手公民館 → 中牟田公民館 → 立石南 → 北矢加部 → 町矢加部 → ★橋本公民館前 → 京町商店街 → 柳川ショッピングモール → あめんぼセンター前 → 柳川市役所（柳川庁舎） → 柳川市民文化会館西口 → 柳川リハビリテーション病院 → かんぽの宿 → 水の郷
蒲池西部（にしルート）
水の郷 → かんぽの宿 → 柳川リハビリテーション病院 → 柳川市民文化会館西口 → 柳川市役所（柳川庁舎） → あめんぼセンター前 → 柳川ショッピングモール → 京町商店街 → 柳川病院 → 輝泉荘前 → 鹿島 → ◆南本村 → 北本村 → 中村 → 野田公民館 → JA根葉倉庫前 → 根葉 → 中古賀公民館前 → 荻島公民館 → 京手団地 → 鹿島北 → ★鹿島 → 輝泉荘前 → 柳川病院 → 京町商店街 → 柳川ショッピングモール → あめんぼセンター前 → 柳川市役所（柳川庁舎） →  柳川市民文化会館西口 → 柳川リハビリテーション病院 → かんぽの宿 → 水の郷
市北部の蒲池地区を循環する路線。2ルートがあり、どちらも月・水・金曜日のみ3本ずつ運行。

### 昭代線
昭代ルート
水の郷 → かんぽの宿 → 柳川リハビリテーション病院 → 柳川市民文化会館西口 → 柳川市役所（柳川庁舎） → あめんぼセンター前 → 柳川ショッピングモール → 京町商店街 → 柳川病院 → ◆沖端 → 古賀 → 浜武漁協前 → 崩道公民館 → 吉原南 → 八ツ家南 → 七ツ家南 → 大沢集会所 → 野村公民館 → 七ツ家北 → 八ツ家北 → 吉原公民館 → 中野公民館 → 浜武公民館 → 甲斐田医院 → 田脇 → マミーズ → 宮下 → 宮上 → 北沖田 → 諸藤公民館★ → 柳川病院 → 京町商店街 → 柳川ショッピングモール → あめんぼセンター前 → 柳川市役所（柳川庁舎） →  柳川市民文化会館西口 → 柳川リハビリテーション病院 → かんぽの宿 → 水の郷
市北西部の筑後川と沖端川の間の干拓地を循環する路線。火・木・土曜日のみ5本運行。

### 両開線
両開東部（ひがしルート）
柳川病院 → 京町商店街 → 柳川ショッピングモール → あめんぼセンター前 → 柳川市役所（柳川庁舎） →  柳川市民文化会館西口 → 柳川リハビリテーション病院 → かんぽの宿 → 水の郷 → 東宮永団地 → 江曲団地 → スーパーマルマツ → 改善センター前 → 下宮永 → ◆対米公民館 → 佃町古川 → 猟町古川公民館 → 四丁開公民館 → 番所（両開） → 四平 → 城戸 → 東ノ切東 → 東ノ切西 → くろだ整形クリニック → 中六十丁公民館 → 中ノ切 → まほろばセンター → 豊後屋 → 上八丁 → 中開 → 中開四ツ角 → 長田病院 → 下宮永 → 改善センター前 → 東宮永団地 → スーパーマルマツ → 水の郷 → かんぽの宿 → 柳川リハビリテーション病院 → 柳川市民文化会館西口 → 柳川市役所（柳川庁舎） → あめんぼセンター前 → 柳川ショッピングモール → 京町商店街 → 柳川病院
両開西部（にしルート）
柳川病院 → 京町商店街 → 柳川ショッピングモール → あめんぼセンター前 → 柳川市役所（柳川庁舎） →  柳川市民文化会館西口 → 柳川リハビリテーション病院 → かんぽの宿 → ◆水の郷 → スーパーマルマツ → 改善センター前 → 下宮永 → 下宮永 → 長田病院 → 両開郵便局 → 中開四ツ角 → 中開 → 上八丁 → 豊後屋 → まほろばセンター → 中ノ切 → 中六十丁公民館 → 東六十丁 → 下八丁下 → くろだ整形クリニック → 西ノ切東 → 西六十丁 → 明治 → 西ノ切西 → 寿硯 → 村山公民館 → 外開 → 矢留開 → 吉富・矢留団地 → ★うぶすな館 → スーパーマルマツ → 水の郷 → かんぽの宿 → 柳川リハビリテーション病院 → 柳川市民文化会館西口 → 柳川市役所（柳川庁舎） → あめんぼセンター前 → 柳川ショッピングモール → 京町商店街 → 柳川病院
市南西部の沖端川と塩塚川の間の干拓地を循環する路線。2ルートがあり、どちらも日曜日・年末年始を除く毎日3本ずつ運行。

### 大和線
大和東部（ひがしルート）
長田病院 → 改善センター前 → 水の郷 → 柳川リハビリテーション病院 → 柳川市民文化会館西口 → 柳川市役所（柳川庁舎） → 柳川病院 → 京町商店街 → 柳川ショッピングモール → あめんぼセンター前 → 江曲 → 柳川警察署前 → 徳益 → 四十丁公民館前 → 大和生涯学習センター → ◆大和庁舎 → 上塩塚 → 平木 → 下棚町 → 中棚町 → 六合（学童保育所） → 鷹尾（因福寺） → 島 → 中島商店街 → 漁村センター前 → 南二重北 → 西二重公民館 → 旧北二重公民館 → 中島小学校前 → 中島商店街（西口） → アスタラビスタ → 大和庁舎 → ★大和生涯学習センター → 四十丁公民館前 → 徳益 → 柳川警察署前 → 江曲 → あめんぼセンター前 → 柳川ショッピングモール → 京町商店街 → 柳川病院 → 柳川市役所（柳川庁舎） → 柳川市民文化会館西口 → 柳川リハビリテーション病院 → 水の郷 → 改善センター前 → 長田病院
大和西部（にしルート）
長田病院 → 改善センター前 → 水の郷 → 柳川リハビリテーション病院 → 柳川市民文化会館西口 → 柳川市役所（柳川庁舎） → 柳川病院 → 京町商店街 → 柳川ショッピングモール → あめんぼセンター前 → 江曲 → 柳川警察署前 → 徳益団地 → ◆明古 → 大和コミュニティセンター → 中開 → 番所（大和） → 二十五丁 → 政屋 → 南開 → 南野 → 作出公民館 → アスタラビスタ → 大和庁舎 → 大和生涯学習センター → 下塩塚 → ★野田 → 徳益団地 → 柳川警察署前 → 江曲 → あめんぼセンター前 → 柳川ショッピングモール → 京町商店街 → 柳川病院 → 柳川市役所（柳川庁舎） → 柳川市民文化会館西口 → 柳川リハビリテーション病院 → 水の郷 → 改善センター前 → 長田病院
大和南部（みなみルート）
長田病院 → 改善センター前 → 水の郷 → 柳川リハビリテーション病院 → 柳川市民文化会館西口 → 柳川市役所（柳川庁舎） → 柳川病院 → 京町商店街 → 柳川ショッピングモール → あめんぼセンター前 → 江曲 → 柳川警察署前 → 徳益 → 四十丁公民館前 → ◆大和庁舎 → 大和生涯学習センター → アスタラビスタ → 中島商店街（西口） → 皿垣南 → 皿垣 → 政屋 → 宇土公民館 → 上土居 → 荒開西 → 弁天 → 弁天南 → 大坪 → 弁天東 → 甲木 → 三五平 → 南二重 → 上ケ地 → 江島 → 皿垣南 → ★中島商店街（西口） → アスタラビスタ → 大和庁舎 → 大和生涯学習センター → 四十丁公民館前 → 徳益 → 柳川警察署前 → 江曲 → あめんぼセンター前 → 柳川ショッピングモール → 京町商店街 → 柳川病院 → 柳川市役所（柳川庁舎） → 柳川市民文化会館西口 → 柳川リハビリテーション病院 → 水の郷 → 改善センター前 → 長田病院
旧大和町を循環する路線。ひがしルートは火・木・土曜日、にしルートは月・水・金曜日、みなみルートは月・水・金曜日にそれぞれ4本運行。

### 三橋線
三橋ルート
水の郷 → かんぽの宿 → 柳川リハビリテーション病院 → 柳川市民文化会館西口 → 柳川市役所（柳川庁舎） → 柳川病院 → 京町商店街 → 柳川ショッピングモール → ゆめモール → 高畑 → 散田西 → 磯鳥 → 蒲船津 → 正行 → サンブリッジ → 三橋庁舎 → ◆百町（構造改善センター） → 木元 → 起田 → 吉開（コミュニティセンター） → 新村 → 中山（株式会社ヤスナガ前） → 中山公民館 → 中山散田 → 五拾町 → 棚町 → 棚町沖田 → 垂見（構造改善センター） → JA柳川三橋支所 → ★三橋庁舎 → サンブリッジ → 正行 → 蒲船津 → 磯鳥 → 散田西 → ゆめモール → 柳川ショッピングモール → 京町商店街 → 柳川病院 → 柳川市役所（柳川庁舎） → 柳川市民文化会館西口 → 柳川リハビリテーション病院 → かんぽの宿 → 水の郷
旧三橋町を循環する路線。火・木・土曜日に4本運行。

### 市街循環線
市街循環線
西鉄柳川駅東口 → 柳川ショッピングモール → あめんぼセンター前 → 柳川市役所 → 柳川病院前 → 筑後中部魚市場（西） → 沖端 → 柳川市民文化会館西口 → 柳川市民体育館 → 江曲 → 柳川警察署前 → ゆめモール → 西鉄柳川駅東口 → （上記と同一ルートでもう1周） → 西鉄柳川駅東口
柳川市の中心市街地を循環する路線。廃止された西鉄バス柳川病院循環線の代替として2021年10月1日より3年間の実証実験として運行開始。日曜日を除く毎日運行。1回の運行で同一区間を2周する。1日5本（実質10本）運行。

## 車両
15人乗りのトヨタ・ハイエースを使用している。赤色地の車両と白色地の車両があり、各車に「べにばな＊号」の愛称が付けられている。

柳川市コミュニティバスの車両
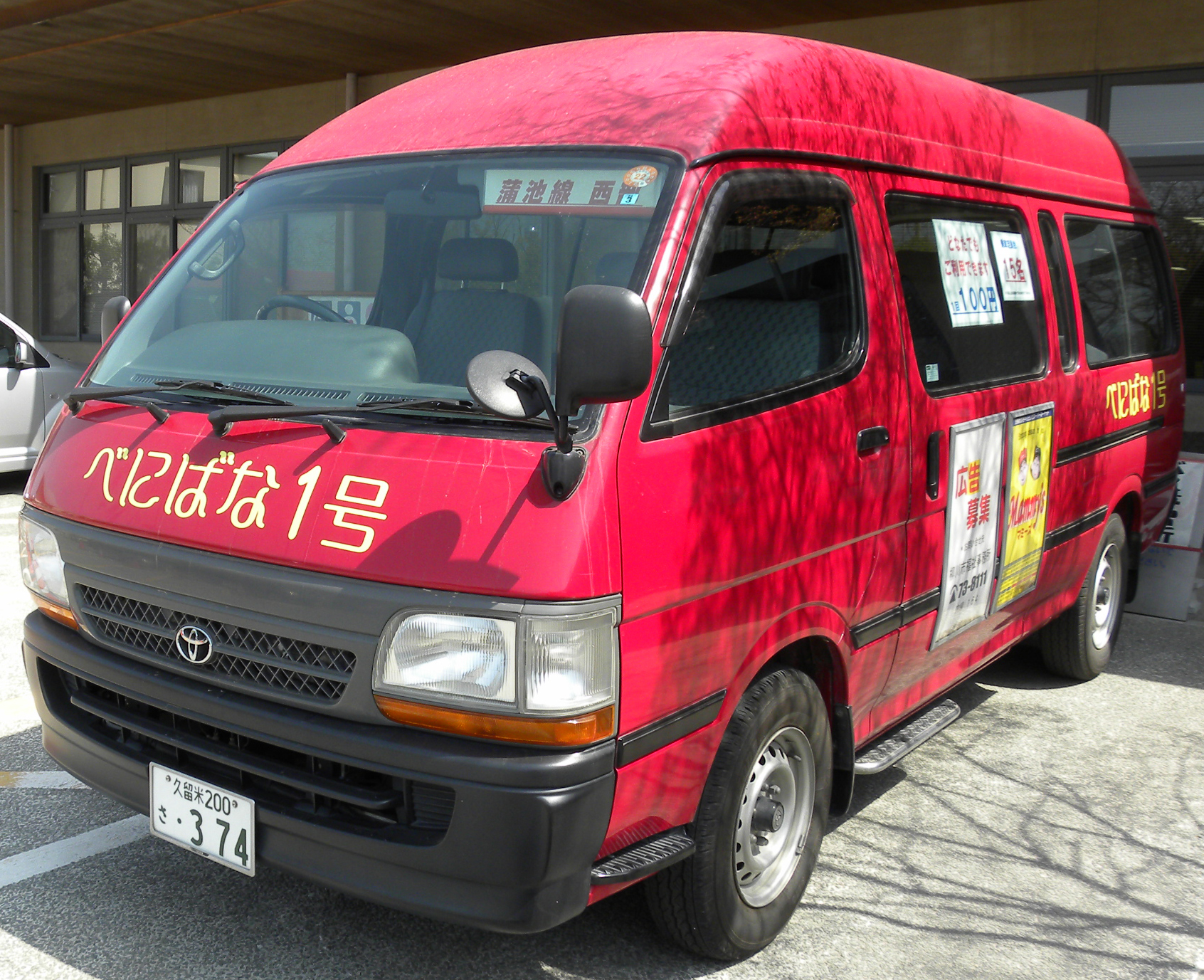
べにばな1号
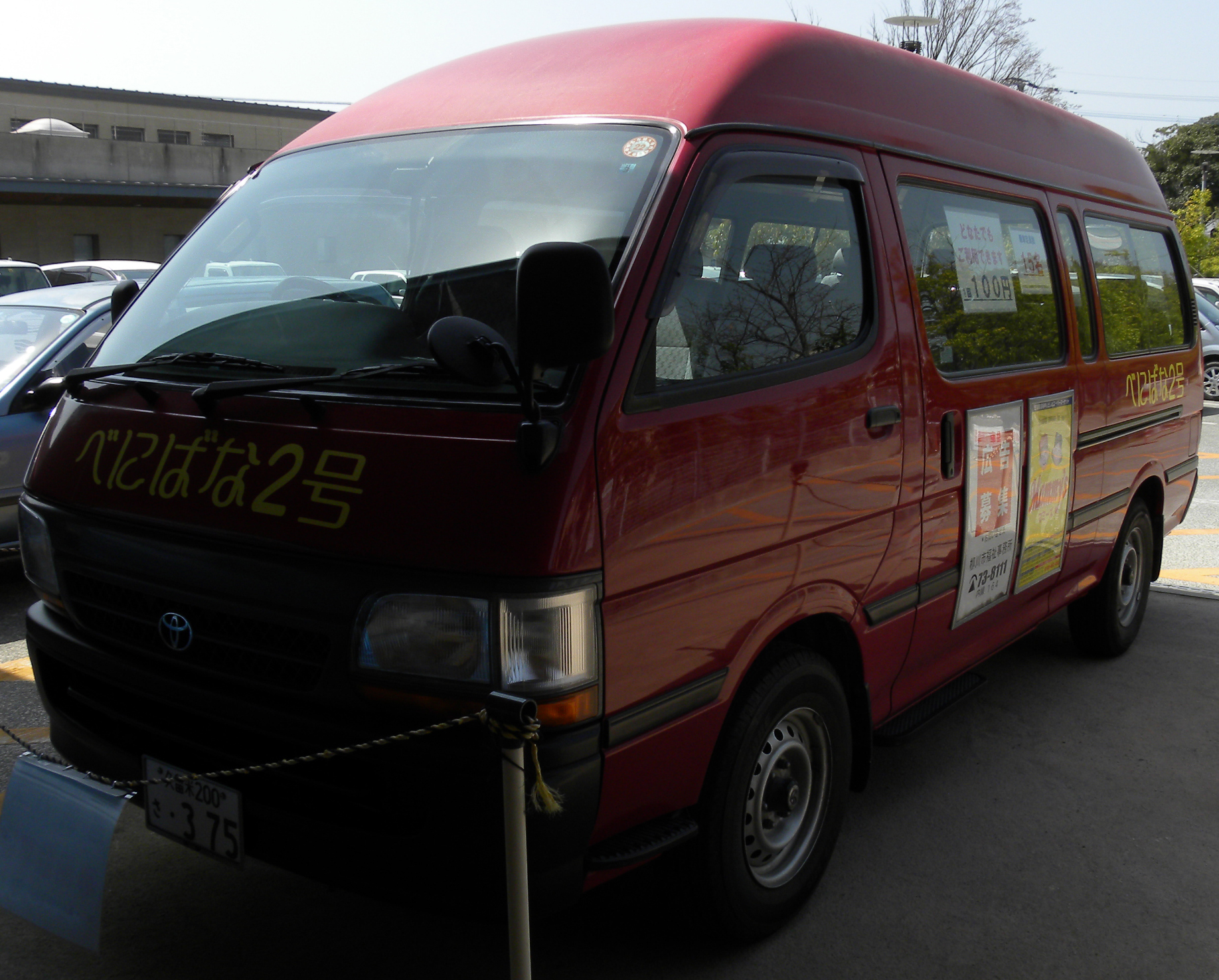
べにばな2号
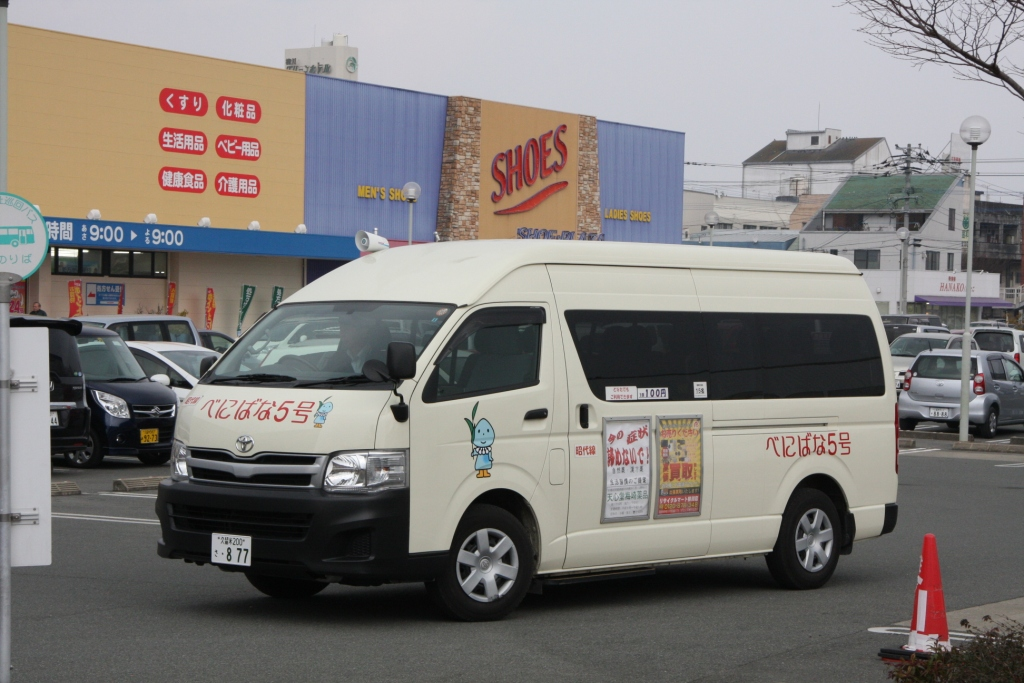
べにばな5号

## 年間利用人員
| 年度     | 利用人員 | 備考                                      |
| -------- | -------- | ----------------------------------------- |
| 2006年度 | 8,742人  | 10月1日より両開線ダイヤ改正、利用制限撤廃 |
| 2007年度 | 13,858人 |                                           |
| 2008年度 | 16,631人 |                                           |
| 2009年度 | 17,145人 |                                           |
| 2010年度 | 17,696人 |                                           |
| 2011年度 | 19,094人 | 11月1日より大和線、三橋線運行開始         |
| 2012年度 | 18,123人 |                                           |

出典：柳川市コミュニティバスについて (PDF)  - 平成25年度第3回柳川市外部評価委員会会議資料、2013年5月16日